# Holokaust
Holokaust ili šoa (heb. הַשׁוֹאָה‎, HaShoah – u prijevodu: »katastrofa«), nazivi su za sistematski državni progon i genocid nad različitim etničkim, vjerskim i političkim skupinama ljudi tijekom Drugog svjetskog rata od strane Velikonjemačkog Reicha i njegovih suradnika. U ranim primjerima holokausta uključuju se progoni tijekom »Kristalne noći« i eutanazijski program »Akcija T4«, što se kasnije razvilo u upotrebu odreda smrti i koncentracijskih logora, kao i masovne i centralno organizirane pokušaje da se usmrti svaki mogući pripadnik skupina na koje su ciljali nacisti. Žrtve obuhvaćaju i 1,5 milijuna djece. Holokaustom je obuhvaćeno oko dvije trećine od devet milijuna Židova koji su ranije živjeli u kontinentalnoj Europi. Šira definicija holokausta obuhvata i nežidovske žrtve nacističke kampanje masovnog ubojstva, na bazi bioloških faktora, kao što su npr. Romi, Poljaci i druge slavenske etničke skupine, i pacijenti Akcije T4 koji su bili mentalno i fizički onesposobljeni. Jedna šira definicija obuhvata i Ruse, ratne zatočenike, homoseksualce, Jehovine svjedoke, crnce, disidente i političke protivnike nacista, te članove drugih manjinskih skupina.
Od 1941. do 1945. nad Židovima sistematski su izvršeni genocidi, što je bio dio šire inicijative koja je obuhvaćala progone i ubojstva drugih naroda Europe. Pod koordinacijom Schutzstaffela (SS), s uputama iz najvišeg rukovodstva Nacionalsocijalističke njemačke radničke stranke (NSDAP), svaka grana birokracije u tadašnjoj Njemačkoj bila je uključena u logistiku i provođenje masovnog ubijanja. Ubojstva su počinjena u cijeloj Europi pod njemačkom okupacijom, kao i u samoj nacističkoj Njemačkoj, a također su počinjena i na svim područjima pod upravom njezinih saveznika. Druge žrtve nacističkih zločina su Poljaci, Ukrajinci, i drugi slavenski narodi; sovjetski građani i sovjetski ratni zatočenici; komunisti; homoseksualci; Jehovini svjedoci i drugi. Oko 42.500 pritvornih ustanova je korišteno u koncentraciji žrtava s ciljem počinjavanja najgrubljih kršenja ljudskih prava. Procjenjuje se da je bilo preko 200.000 počinitelja holokausta.
Europski Židovi bili su glavne žrtve holokausta, a plan za sustavni genocid nad Židovima nacisti su nazivali »konačnim rješenjem židovskog pitanja«. Kao posljedice Drugog svjetskog rata, pa i samog holokausta, prvo je došlo do sudskih procesa u Nürnbergu, tijekom kojih je istaknutim nacistima suđeno za zločine tijekom rata. Kao kulturna revolucija, došlo je i do denacifikacije (njem. Entnazifizierung), te do dogovora o reparacijama između Izraela i Zapadne Njemačke. Tijekom procesa u Nürnbergu došlo je i do poricanja holokausta, kojim su neki od suđenih htjeli umanjivati holokaust ili prikazati ga kao »opravdano djelo«.

## Etimologija i definicija

### Porijeklo izraza
Holokaust (grčki olokauston: »potpuno spaljen«, od prefiksa olo i kauston, »spaljen«) je žrtva paljenica bogovima ili dušama pokojnika kod Grka i Rimljana, pri kojoj se obično (za razliku od drugih tipova žrtava) spaljivala cijela žrtvena životinja. Kod starih Izraelaca postojao je analogni obred spaljivanja cijelog janjeta (hebrejski olam kalil: »uništenje ognjem«).
Riječ holokaust prvi je za taj genocid (koji sami Židovi označavaju hebrejskom izrazi šoa; HaShoah – u prijevodu: »katastrofa«) upotrebio crkveni sabor protestantskih crkava tadašnje Zapadne Njemačke. Postepeno je ušao u opću upotrebu i danas je to osnovno značenje izraza. Upotrebljen je zbog posebnog značaja i intenziteta mržnje prema Židova i ideološke osude judaizma, koja se izdvaja od postupaka prema drugim nacističkim žrtvama, a ima svoje duboke korijene u zapadnoj civilizaciji (antisemitizam). Termin je postepeno ušao u opžu upotrebu u raznim jezicima do 1970-ih godina. 
Postoje razlike u opsegu primjene pojma. U širem značenju, obuhvata i genocid nad Romima i Slavenima, kao i ubijanje drugih skupina (homoseksualci, duševni i fizički bolesnici, politički protivnici, poljski i sovjetski ratnih zatočenici, Jehovini svjedoci itd.) koje je nacionalsocijalistička država provodila.

### Definicija
Restriktivna definicija holokausta je genocid Židova od strane nacista. Šira definicija holokausta obuhvata neke ili sve nežidovske žrtve njemačkih kampanja masovnog ubojstva. Kolumbijski vodič za holokaust ograničava definiciju holokausta na Židove, Rome i pacijente Akcije T4 koji su bili mentalni i fizički invalidi. Njeni autori pišu: »sve tri grupe, i samo te grupe, bile su jednake žrtve nacističkog rasizma i genocida«. Oni isto tako nude tri dodatne definicije koje obuhvaćaju gledišta povjesničara koji identificiraju nekoliko dodatnih skupina žrtava. Jedna je da se holokaust odnosi samo na Židove, druga je da je bilo nekoliko različitih holokausta, svaki od kojih je pogađao zasebnu skupina ljudi, a treća obuhvata sve rasistički motivirane zločine nacista. Timothy D. Snyder napisao je: »Termin holokaust se ponekad koristi na dva različita načina: da označava sve njemačke politike ubijanja tijekom rata, ili da označava sve represije Židova od strane nacističkog režima«.
Šira definicija takozvanog »paralelnog holokausta« obuhvata sovjetske ratne zatočenike koji su preminuli kao rezultat zlostavljanja uzrokovanog nacističkom rasnom politikom, nežidovske pripadnike Poljaka koji su umirali od jako loših uvjeta koji su nastali zbog nacističke okupacije Poljske, sovjetske građane koji su umirali zbog sličnih uvjeta u okupiranim dijelovima Sovjetskog Saveza, mentalno i fizički nesposobne ljude koji su ubijani u okviru programa eutanazije Velikonjemačkog Reicha, Rome, ili Romd i Sinte, homoseksualce, Jehovine svjedoke i druge vjerske disidente.

## Distinktivna svojstva

### »Genocidna država«
Cjelokupno tadašnje njemačko društvo bilo je uključeno u aktivnosti vezane za genocid, pretvarajući Treći Reich u ono što je jedan istraživač holokausta, Michael Berenbaum, nazvao »genocidnom državom«. Birokrati su učestvovali u pronalaženju evidencije za identifikaciju Židova, konfiskaciju imovine i planiranje rasporeda vlakova kojima su deportirani Židovi. Tvrtke su otpuštale židovske radnike, a kasnije zapošljavale Židove kao robovsku radnu snagu. Sa sveučilišta su isključivali studente i profesore židovskog porijekla. Njemačke farmaceutske tvrtke su testirale lijekove na zatočenicima; druge tvrtke su gradile krematorije. Pri ulazu zatočenika u logore smrti, bilo im je naređeno da predaju svu osobnu svojinu, koja je bila popisana i označena prije nego što je poslana u Njemačku za ponovnu upotrebu ili recikliranje. Putem lažnih računa, Njemačka nacionalna banka pomogla je u pranju dragocjenosti oduzetih žrtvama.
Saul Friedländer piše da: »ni jedna društvena skupina, ni jedna vjerska zajednica, ni jedna znanstvena institucija ili profesionalna asocijacija u Njemačkoj i širom Europom nije proglasila svoju solidarnost sa Židovima« On piše da su neke kršćanske Crkve »deklarirale da bi i konvertirane Židove trebalo promatrati kao dio stada, ali čak i tada s rezervom«. Friedländer tvrdi da to čini holokaust posebnim, budući da se antisemitska politika mogla »provoditi do njenih najekstremnijih nivoa bez uplitanja bilo kakvih značajnih kompenzacijskih gledišta«.

### Ideologija i skala
Povjesničar Bauer Jehuda tvrdi da je holokaust bio zasnovan na ideologiji i mitovima, a ne na praktičnim razmatranjima. Eberhard Jäckel tvrdi da je jedno posebno svojstvo holokausta bilo da je prvi put neka država stavila svoju punu moć iza deklaracije da cijeli narod treba da bude potpuno izbrisan bez izuzetka i to što je prije moguće.
Ubojstva su sistematski sprovođena u gotovo svim područjima okupirane Europe, u više od 20 okupiranih zemalja. Ubijeno je skoro 3 milijuna Židova u okupiranoj Poljskoj i između 700.000 i 2,5 milijuna Židova u Sovjetskom Savezu. Stotine tisuća drugih Židova ubijeno je u ostalim dijelovima Europe pod njemačkom okupacijom. Iz rasprava na konferencije u Wannseeu jasno je da je nacističko »konačno rješenje židovskog pitanja« obuhvaćalo i Ujedinjeno Kraljevstvo i sve neutralne države Europe, kao što su Irska, Švicarska, Turska, Švedska, Portugal i Španjolska. Procjenjuje se da je bilo preko 200.000 počinilaca holokausta.

### Industrijalizirano ubijanje
Upotreba koncentracijskih logora ili logora smrti, opremljenih plinskim komorama za sistematsko masovno istrebljenje ljudi, bila je jedinstvena karakteristika holokausta. Izgrađeni su za sistematsku svrhu ubijanja milijuna ljudi, prije svega pomoću otrovnih plinova. Stacionarni objekti koji su izgrađeni u svrhu masovnog istrebljenja rezultat su ranijeg nacističkog eksperimentiranja s otrovnim plinom tijekom tajnog programa eutanazije  mentalnih pacijenata.

## Provođenje holokausta u nacističkoj Njemačkoj

### Od 1933. do 1942.
Ubrzo nakon preuzimanja vlasti u Njemačkoj, nacisti počinju ostvarivanje jednog od svojih najvažnijih programskih ciljeva: iskorijeniti svaki utjecaj Židova u njemačkoj politici, ekonomiji i kulturi. Antižidovska kampanja pokrenuta je preko radija i novina, a u svim školama i na fakultetima uvedeno je pseudoznastveno "učenje o rasama" kao obavezni predmet (vidi članak rasizam). Donesen je niz antižidovskih propisa, koji kulminiraju proglašenjem Nürnberških zakona (Zakon o građanima Carstva i Zakon o zaštiti njemačke krvi i njemačke časti) 15. rujna 1935., Židovi gube njemačko državljanstvo; ne smiju obavljati nikakvu javnu službu (što naročito pogađa intelektualce: znanstvenike, profesore, liječnike, odvjetnike, novinare itd.), niti njihova djeca mogu pohađati javne škole; zabranjen je boravak Židova na javnim mjestima (parkovi, knjižnice, muzeji i dr.); zabranjeno je sklapanje braka između Arijaca i Židova kao i seksualni odnosi; zabranjeno je zapošljavanje Arijaca u kućanstvima Židova, itd. 
Ti će zakoni biti kasnije primijenjeni u svim pripojenim zemljama i okupiranim područjima, pa tako i u NDH (vidi članak Holokaust u NDH). Pod njemačkim pritiskom i Italija je 1938. godine uvela antižidovsko zakonodavstvo. Mjere protiv Židova poduzimaju pod njemačkim pritiskom i zemlje istočne Europe; izuzetak je Čehoslovačka, koju međutim Njemačka zaposjeda 1938. – 1939.
Velik broj Židova emigrirao je iz tih država. U Njemačkoj je 1933. živjelo oko 500.000 Židova, od kojih je do 1939. oko 300.000 emigriralo. Na inicijativu predsjednika SAD-a F. D. Roosevelta održana je ljeti 1938., međunarodna konferencije o izbjeglicama u Evianu u Švicarskoj, ali nije dala rezultate: nijedna zemlja nije otvorila svoja vrata židovskim izbjeglicama. Mnogi od njih naseljavaju se u Palestinu. Međutim, u srpnju 1939. britanska vlada, suočena s otporom Arapa, ograničava useljavanje Židova u Palestinu na samo 15.000 u sljedećih pet godina. 
Ubojstvo njemačkog konzula u Parizu u studenome 1938., poslužilo je nacistima kao povod za masovne nasilne akcije i odvođenje u logore (Kristalna noć).
Obavezno nošenje oznake na odjeći propisano je prvo za Židove u Poljskoj u studenom 1939., a kasnije i u Njemačkoj i drugim državama. Židovi su ponovo smješteni u posebne izolirane dijelove gradova (geta), od kojih je najveći bio u Varšavi; tamo je došlo i do jedinog organiziranog i masovnog otpora Židova (vidi članak Varšavski geto). 
U jesen 1941. počela je realizacija plana, da se svi Židovi iz Njemačke i zaposjednutih područja srednje i zapadne Europe deportiraju na istok. Židovi su prikupljani i transportirani vlakom u stočnim vagonima; tisuće su pritom umrle. Taj je plan ubrzo bio zaustavljen odlukom o »konačnom rješenju«.

### Otpor antižidovskim mjerama
Otpor ovim mjerama postojao je u mnogim zaposjednutim zemljama. Najsnažniji je bio u Danskoj, gdje je nakon prvih protužidovskih mjera sam kralj na radiju izjavio da će osobno staviti židovsku zvijezdu, ako bilo koji građanin njegove zemlje na to bude prisiljen. Kada su 1943., Nijemci uveli svoju direktnu upravu nad zemljom i naredili uhićenje svih nearijaca, organizirano je potajno prebacivanje Židova brodovima u Švedsku, tako da su gotovo svi spašeni. 
U Nizozemskoj je u veljači 1941. organiziran generalni štrajk, da bi se spriječile deportacije Židova. U Italiji je bio snažan otpor progonu Židova, pa su čak prihvaćane izbjeglice iz Francuske i s Balkana; tako se spasilo nekoliko tisuća izbjeglica iz NDH. Bugarska nije deportirala nijednog Židova, a također ni Finska. U Austriji, pripojenoj Njemačkom carstvu 1938., bilo je mnogo prosvjeda protiv postupka prema Židovim i apela da se pojedinci izuzmu. 
U istočnim zemljama, gdje je nacistički okupacijski režim bio mnogo stroži (Slaveni su smatrani inferiornom rasom, pogodnom samo za roblje), takva vrsta organiziranog i masovnog otpora nije bila moguća. Pojedinci su pružali otpor provedbi antižidovskih mjera ilegalno spašavajući pojedine Židove, za što je simbol postao Oskar Schindler; Izrael je kasnije za takve pojedince uveo priznanje Pravednik među narodima. Također su takvu pomoć pružali organizirani antifašistički pokreti otpora u raznim zemljama. Tako je bilo i u Hrvatskoj.

### »Konačno rješenje«
Uspjeh vojnog pohoda na SSSR potakao je naciste na odluku, da se umjesto ranije planirane deportacije na istok provede »konačno rješenje židovsko pitanja«, tj. fizička likvidacija svih Židova u Europi. Plan je na tajnoj konferenciji u Berlin-Wannseeu 20. siječnja 1942., (Konferencija u Wannseeu) izložio SS-Obergruppenführer Reinhard Heyndrich, šef Sigurnosne policije i Sigurnosne službe. On je bio osobno od Hitlera ovlašten da provede taj plan; svim državnim službama bilo je naređeno, da sudjeluju u istrebljenju pod vodstvom SS-a. Određeno je da svi nesposobni za rad trebaju biti odmah ubijeni, a drugi odvedeni na prisilni rad pod minimalnim životnim uvjetima sve, dok ne umru od iscrpljenosti. Kao oblik masovnih likvidacija naređeno je ubijanje plinom i strijeljanje. Nakon Heyndrichove pogibije (u atentatu u Češkoj) provođenje plana preuzeo je Adolf Eichmann.
Na temelju te odluke osnovani su posebni koncentracijski logori te logori smrti. Dok su u koncentracijskim (sabirnim) logorima zatvorenici radili, jedina funkcija logora smrti je bilo sustavno istrebljivanje zatvorenika, najčešće uz pomoć visoko sofisticirane organizacije (primjerice, postojale su jedinice zatvorenika koje bi se brinule da krematorij neprekidno pali leševe). Logori smrti osnivani su ponajviše na području okupirane Poljske: Auschwitz (Oswiencim), Birkenau (Brzezinka), Treblinka, Mauthausen, Majdanek, Sobibor, Izbica i drugi. Kada je sovjetska vojska tijekom 1944., zaposjela Poljsku, likvidacije su nastavljene u logorima na njemačkom tlu: Dachau, Bergen-Belsen i Buchenwald. U rujnu 1944., Heinrich Himmler izdaje naređenje, da se prestane s likvidacijama. Međutim, do oslobađanja logora koje su izveli Saveznici, još su desetine tisuća umrle u logorima od gladi i zaraza.
Dio deportiranih, najčešće žene, djeca i starci, pri dolasku u logore je odmah ubijen, dok je dio privremeno ostavljen na životu kao robovska radna snaga; dio bi umro od iscprljenosti, a ostali su kasnije također ubijeni. U prvo su vrijeme žrtve, ako ih nisu strijeljali na stotine i tisuće, ubijane pomoću ispušnih plinova kamiona u vožnji: pedesetak bi bilo nabijeno u hermetički zatvoren prostor u koji je bila prespojena ispušna cijev, tako da bi se svi pogušili. Kasnije je masovno ubijanje usavršeno: tvrka DEGESCH – Njemačko društvo za borbu protiv štetočina – isporučivala je brzodjelujući plin ciklon B. Pomoću ovog plina krvnici iz SS-a organizirali su "racionalno" masovno ubijanje u željezničkim vagonima ili u prostorijama kamufliranim kao kupaonice s tuševima. To je omogućavalo da se prevarene žrtve same svuku pa su im tako oduzete i odjeća i razne sitnice, koje su još posjedovali. Nakon smrti, prije bacanja u peći za spaljivanje, čupani su zlatni zubi. Od zubnih proteza, nakita i prstenja dobiveno je 17 tona zlata.
Uz ubijanje u logorima, sustavno istrebljenje Židova i drugih provodile su posebne jedinice, tzv. SS-Einsatzgruppen, organizirane u sastavu svake pojedine njemačke armije za djelovanje u pozadini; u njima su sudjelovali i litvanski, latvijski, bjeloruski i ukrajinski pomoćni policajci. Osim odvođenja i likividacije u logorima, organizirali su i pojedinačna i masovna strijeljanja na raznim mjestima.
Cijeli je proces, nakon spomenute Heyndrichove pogibije, bio u nadležnosti Adolfa Eichmanna, koji je pokazao velike organizacijske sposobnosti i bitno doprinio da ubijanje ide sve brže i sve efikasnije. Bez obzira na njegove napore, Holokaust je s vremenom ipak počeo crpiti velike logističke resurse Reicha i tako posredno utjecati na situaciju na bojnom polju. To je, po nekim ocjenama, bio jedan od razloga zašto zapadni saveznici i SSSR, iako su raspolagali podacima o tome što se događa, nisu uložili bitne napore u cilju zaustavljanja Holokausta, koji se nastavio sve do samog kraja rata, odnosno sloma nacističke Njemačke.

### Holokaust u Nezavisnoj Državi Hrvatskoj (NDH)
U Jasenovcu, jedinom logoru smrti u Europi koji nije bio pod njemačkom upravom, ubijeno je između 70.000 i 100.000 zatočenika.

### Holokaust u Srbiji
Osobine logora smrti imao je i logor Sajmište kraj Beograda, koji je bio pod njemačkom upravom. Jedan od spomenutih kamiona, čija je ispušna cijev bila spojena tako, da ubija ljude u tovarnom prostoru, vozio je i kroz Beograd.

## Posljedice
| Država            | Broj Židova (prije rata) | Broj žrtava holokausta                        |
| ----------------- | ------------------------ | --------------------------------------------- |
| Albanija          |                          | 200 – 591                                     |
| Austrija          | 185.000 – 192.000        | 48.767 – 65.000                               |
| Belgija           | 55.000 – 70.000          | 24.000 – 29.902                               |
| Češka i Moravska  | 92.000 – 118.310         | 78.150 – 80.000                               |
| Bugarska          | 50.000                   | 7.335                                         |
| Danska            | 7.500–7.800              | 60 – 116                                      |
| Estonija          | 4.500                    | 1.500 – 2.000                                 |
| Finska            | 2.000                    | 0 (7–8 stranih državljana izručeno Njemačkoj) |
| Francuska         | 330.000 – 350.000        | 73.320 – 90.000                               |
| Njemačka (1933.)  | 523.000 – 525.000        | 130.000 – 160.000                             |
| Grčka             | 77.380                   | 58.443 – 67.000                               |
| Mađarska          | 725.000 – 825.000        | 200.000 – 569.000                             |
| Italija           | 42.500 – 44.500          | 5.596 – 9.000                                 |
| Latvija           | 91.500 – 95.000          | 60.000 – 85.000                               |
| Litva             | 168.000                  | 130.000 – 200.000                             |
| Luksemburg        | 3.800                    | 720 – 2.000                                   |
| Nizozemska        | 140.000                  | 98.800 – 120.000                              |
| Norveška          | 1.700 – 1.800            | 758 – 1.000                                   |
| Poljska           | 3.300.000 – 3.500.000    | 2.700.000 – 3.000.000                         |
| Rumunjska (1930.) | 756.000                  | 270.000 – 287.000                             |
| Slovačka          | 136.000                  | 68.000 – 100.000                              |
| Sovjetski Savez   | 3.020.000                | 700.000 – 2.500.000                           |
| Jugoslavija       | 78.000 – 82.242          | 51.400 – 67.438                               |
| Ukupno            | 9.702.930 – 10.169.332   | 4.707.056 – 7.442.390                         |

Holokaust je iza sebe ostavio trajne posljedice. Računa se da je u njemu ubijeno 5,29 do 6 milijuna Židova, odnosno trećina svih Židova koji su prije rata živjeli u svijetu. Demografska slika u Europi se bitno promijenila, pogotovo u Istočnoj i Središnjoj Europi, gdje su židovske zajednice prestale postojati. Najveći dio preživjelih je odlučio emigrirati u SAD, odnosno u Palestinu, gdje je stvorena židovska nacionalna država Izrael.
Romi su druga grupa koja je bila objekt genocida. Broj njihovih žrtava teško je procijeniti: iznose se brojke između 220.000 i 800.000, što iznosi između četvrtine i polovice njihovog ukupnog broja u Europi. 
Sa svim drugim grupama koje su sustavno istrebljivane, broj žrtava holokausta (u širem smislu riječi, ne uključujući samo Židove) obično se procjenjuje na devet do 11 milijuna, iako neke procjene idu i do 26 milijuna.
Slično kao i Prvi svjetski rat, Holokaust je predstavljao veliki šok za tadašnju zapadnu civilizaciju. Mnogi su se teško mirili s time da je ubijanje u takvom opsegu i s takvom razinom bešćutnosti moguće u 20. stoljeću, pogotovo kada je izvršeno u tako naprednoj, prosvijećenoj i civiliziranoj državi kao što je Njemačka. Još se teže bilo pomiriti s činjenicom, da su u svrhu tog projekta korištena najmodernija dostignuća znanosti. 
Zato se Holokaust često opisuje kao jedinstveni događaj u svjetskoj povijesti, odnosno odgovornost za njega se pripisuje ograničenom broju ljudi – najčešće samom Adolfu Hitleru i uskom krugu njegovih pristaša – i specifičnom spletu okolnosti za koje je malo vjerojatno, da će se ikada ponoviti. Iznose se međutim i teze da Holokaust ne bi bio moguć, barem ne u tako masovnom opsegu, da nacisti nisu uživali prešutnu ili otvorenu podršku nežidovskog stanovništva, čak i u okupiranim zemljama poput Poljske, motiviranu pohlepom i otvorenim ili latentnim antisemitizmom.

### Dan sjećanja
Dan sjećanja na holokaust danas se obilježava u SAD-u i u svim europskim državama. Veliki značaj ima United States Holocaust Memorial Museum otvoren u Washingtonu u travnju 1993., na dan početka ustanka u Varšavskom getu.